# Dennis Miller
Pour les articles homonymes, voir Miller.
Dennis Miller, né le 3 novembre 1953 à Pittsburgh, en Pennsylvanie, est un humoriste, acteur, animateur de télévision et de radio et commentateur politique américain.
Il s'est fait connaître du public par sa participation au Saturday Night Live de 1985 à 1992. Il a ensuite animé son propre late-night show télévisé, le The Dennis Miller Show. S'il a pu être perçu durant toutes ces années, soit durant les années 1980 et 1990, comme une personnalité de sensibilité plutôt de gauche et anti-républicaine, ses vues ont significativement évolué après les attentats du 11 septembre et il est progressivement devenu un soutien du Parti républicain. Il anime depuis 2007 l'émission radiophonique d'information et de débats The Dennis Miller Show.

## Biographie
Au sein du Saturday Night Live, Dennis Miller a animé de 1985 à 1991 la parodie de journal télévisé Weekend Update.